# 제타카로틴
제타카로틴(ζ-Carotene)은 카로티노이드이다. 알파카로틴과 베타카로틴은 비고리형이기 때문에 다르다.  제타카로틴은 구조적으로 라이코펜과 유사하지만, 추가로 4개의 수소 원자를 갖는다. 제타카로틴은 베타카로틴을 형성할 때 중간체로 사용될 수 있다. 탈수소화 반응은 제타카로틴을 라이코펜으로 전환한 다음 라이코펜 베타 고리화 효소의 작용을 통해 베타카로틴으로 전환될 수 있다.